# Drapeau de l'État de New York
 (août 2024).
Ne doit pas être confondu avec Drapeau de New York.
Le drapeau de l'État de New York est le drapeau de l'État américain de New York. Il se compose de ses armoiries sur un fond bleu. Il représente deux allégories : à gauche de l'image (à dextre), la déesse de la liberté porte une lance au sommet de laquelle est posé un bonnet phrygien ; elle foule de son pied gauche la couronne britannique, symbolisant l'indépendance par rapport au Royaume-Uni ; à droite de l'image (à senestre), la Justice, représentée les yeux bandés, tenant une épée et la balance de la justice. Le blason est surmonté d'un globe terrestre montrant l'océan Atlantique et un pygargue à tête blanche, figurant sur l'emblème des États-Unis. Sous le blason sur un ruban blanc, on peut lire la devise officielle de l'État : Excelsior signifiant « Plus haut ».
La nature non héraldique du paysage de l'Hudson révèle les origines modernes des armoiries. Les deux bateaux représentent le commerce intérieur et étranger, tous deux très importants pour l'État de New York.

## Histoire
Les armoiries sur le drapeau d'État sont adoptées en 1778 et l'actuel drapeau est une version moderne du drapeau de guerre révolutionnaire. L'original est à l'Institut d'Histoire et d'Art d'Albany (en).
La législature de l'État de New York change le fond en bleu par une loi promulguée le 2 avril 1901.

## Armoiries

Drapeau du gouverneur de New York.

Drapeau de l'État (1779-1901).

Le blason officiel pour les armoiries est :
- Pour la charge : bleu azur dans un paysage, le soleil rayonnant s'élève avec splendeur, derrière une rangée de trois montagnes, celle du milieu est la plus haute, au pied des montagnes deux bateaux à voile se croisent sur la rivière bordée en dessous par le rivage herbeux avec des arbustes.

- Le cimier : sur une couronne azur et or, un pygargue proprement dit, se levant avec dextérité d'un globe terrestre, montrant l'océan Atlantique nord avec des contours de ses rivages.

- Les personnages : sur une partie formée due à la longueur de la bande figure la Liberté, ses cheveux coiffés avec des perles, vêtue d'une robe azur sur sa taille une ceinture en or et des sandales orné en émail rouge et d'une cape rouge derrière les épaules qui va jusqu'au pieds. Dans la main droite une perche avec un bonnet sur la pointe et la main gauche posée sur le bouclier. En bas sur son pied gauche une couronne. La figure de la Justice qui porte sur ses cheveux une couronne de perles, tenant dans sa main droite une épée et dans l'autre une balance.

En dessous du bouclier sur un ruban blanc figure la devise de l'État, Excelsior.